# Sophiahemmet högskola
Sophiahemmet Högskola, SHH, är en privat högskola i Stockholm där det bedrivs forskning och utbildning på grundnivå och avancerad nivå i omvårdnadsvetenskap. Skolan upprättades av drottning Sofia 1884 och ägs idag av Sophiahemmet, en ideell förening som även driver Sophiahemmet Sjukhus.

## Verksamhet
Sophiahemmet Högskola bedriver forskning och högre utbildning inom området Människan i sjukdom, vård och hälsa. Här erbjuds en mängd olika utbildningsprogram för framförallt sjuksköterskor på kandidat- och avancerad nivå liksom magister- och diplomeringsprogram. En forskarutbildning startade hösten 2019.
Högskolan har flera nationella och internationella utbildningar som vänder sig till olika professioner inom vården. Verksamheten syftar till att bidra till en bättre hälsa, vård och omsorg. Högskolan ingår i en mängd internationella samarbeten och utbyten med lärosäten, vårdgivare och myndigheter samt erbjuder utbildning på engelska.
Sophiahemmet Högskola ligger vid Sophiahemmet sjukhus och har omkring 1599 studenter, varav 500 studenter på heltid i sjuksköterskeprogrammet.

### Viktiga årtal
- 1884 - sjuksköterskeskolan startas av Drottning Sophia
- 1970-talet - eleverna får ”studerandestatus”, dvs behöver inte vara arbetskraft på Sophiahemmet
- 2002 - högskolan får examensrätt för kandidatexamen
- 2003 - sjuksköterskehögskolan döps om till Sophiahemmet Högskola efter högskolestatus 1994
- 2005 - högskolan får examensrätt för magisterexamen
- 2013 - högskolan får examensrätt för barnmorskeexamen
- 2017 - högskolan får examensrätt för licentiat- och doktorsexamen